# Delia lasiosternum
Delia lasiosternum är en tvåvingeart som först beskrevs av Huckett 1965.  Delia lasiosternum ingår i släktet Delia och familjen blomsterflugor. Inga underarter finns listade i Catalogue of Life.